# Lucas Llach
Lucas Llach Estrugamou (Rosario, 25 de julio de 1973) es un economista y docente argentino. Fue vicepresidente del Banco Central (2015-2018) y del Banco de la Nación Argentina (2019). En las elecciones presidenciales de 2015 fue precandidato a vicepresidente por la Unión Cívica Radical dentro de la coalición Cambiemos.

## Biografía
Lucas Llach Estrugamou nació el 24 de julio de 1973 en Rosario, provincia de Santa Fe. Es hijo de Juan Llach, ministro de Educación durante el breve gobierno de la Alianza (1999-2001) bajo el gobierno de Fernando de la Rúa, y de Magdalena Estrugamou Meriggi. Su madre, perteneciente a una de las principales familias de la aristocracia argentina, era sobrina nieta de los dueños del Palacio Estrugamou, y prima hermana del empresario Carlos Pedro Blaquier.
Es profesor de la Escuela de Gobierno de la Universidad Torcuato Di Tella.
 escrito diversos libros y artículos.

### Precandidato a vicepresidente de la nación (2015)
En 2015 acompaña al senador nacional Ernesto Sanz como precandidato a vicepresidente por la Unión Cívica Radical dentro de Cambiemos en las Elecciones presidenciales de Argentina de 2015. La principal propuesta de Llach durante la campaña fue la de dividir a la provincia de Buenos Aires en tres, que recibirían el nombre de Cien Chivilcoy, Atlántica y Tierra del Indio.
La fórmula Sanz-Llach obtiene el segundo lugar en la interna de Cambiemos con el 11,47%, quedando por detrás de Mauricio Macri - Gabriela Michetti (PRO) que obtuvo el 80,75% de los votos. De esta manera no accedieron a participar de la elección general y finalmente apoyaron a Mauricio Macri.

### Vicepresidente del Banco Central (2015-2018)
En diciembre de 2015, por medio del decreto presidencial 87/2015, Lucas Llach fue designado vicepresidente del Banco Central de la República Argentina por Mauricio Macri acompañando a Federico Sturzenegger quien asumió como presidente.
La principal tarea de Llach en el BCRA fue implementar medidas para lograr la inclusión bancaria [cita requerida]su gestión se caracterizó por la liberalizacion monetaria, el aumento de tasas de interés, las primeras medidas implementadas ocasionaron una pérdida 8500 millones de dólares de las reservas en dos meses, y el pedido de rescate al FMI por 50 mil millones de dólares. Tras 20 meses de gestión la inflación acumulada superaba el 95%, y una devaluación del peso de 175%. Llach señaló como uno de los errores de su gestión que las metas de inflación fueron muy "ambiciosas". Durante el 2016, el Banco Central pagó ARS 153 344 millones en concepto de intereses de las Lebac, equivalentes a unos U$S 10 000 millones, considerando el valor promedio de la divisa durante el período 2016. La política monetaria del organismo diseñada por Llach costó al Estado en pago de intereses desde enero del 2016 a octubre de 2017 más de 419.000 millones de pesos. Sumado al déficit cuasifiscal del stock de deuda en Lebacs y Letes que aumentó a 900.000 millones de pesos, unos 1,2 billones  de pesos, es decir, unos 75.000 millones de dólares. Eso es el 14% del PBI, considerándose un déficit fiscal "disfrazado" o déficit cuasifiscal. Ocupo la vicepresidencia del Banco Central, de la cual fue desplazado en medio de la crisis cambiaria y la aceleración record de la inflación. Tras ello fue designado en el Banco Nación tras la renuncia del militar Gómez Centurión en medio de una fuerte crisis de liquidez en la principal institución bancaria del país, que debió recurrir a la Anses para acceder a financiamiento de 5000 millones de pesos.
En cuanto a la política monetaria, durante su gestión en la BCRA se aplicó una política de metas de inflación, basado en utilizar la tasa de interés como principal herramienta para contener la inflación. El banco central usaba como tasa de política monetaria la de las letras a 35 días. El monto de estas letras (principalmente Lebacs) aumentaba cuando la compra de reservas en dólares con emisión monetaria no era acompañada por un incremento en la demanda por pesos. El stock de letras pasó de un 57% de la base monetaria en enero de 2016, al 88% en septiembre del mismo año, se denunciaron irregularidades en licitaciones y casos de clientelismo en la subsidiaria Nación Servicios, que gestiona la tarjeta de transporte Sube. La empresa llamó a licitación para elegir a una agencia creativa pero impugnaron al ganador, otorgándole el proyecto a quien salió segundo. En la gerencia de legales, María Isabel Romero quien contaba con amplia experiencia en el cargo fue reemplazada por Sebastián Espino quien mostraba una casi nula experiencia en el sector público. En agosto de 2018 se denunciaron irregularidades en licitaciones y casos de clientelismo en la subsidiaria Nación Servicios, que gestiona la tarjeta de transporte Sube. La empresa llamó a licitación para elegir a una agencia creativa pero impugnaron al ganador, otorgándole el proyecto a quien salió segundo. En la gerencia de legales, María Isabel Romero quien contaba con amplia experiencia en el cargo fue reemplazada por Sebastián Espino quien mostraba una casi nula experiencia en el sector público. Ocuparía dicho puesto hasta diciembre de 2019
El stock de Lebac y pases pasivos creció den 0.5 a 1,2 billones en el año 2017

En 2018 se produjo una corrida cambiaria, en el contexto de una salida de capitales de mercados emergentes y una particular desconfianza sobre Argentina por su dependencia respecto al endeudamiento externo, agravado por las presiones del Poder Ejecutivo al Banco Central para que redujera sus tasas de interés. Para intentar contener la depreciación monetaria se utilizó una estrategia combinada de subas de tasas -de hasta 40%- y venta de divisas de las reservas. Sin embargo, el valor del dólar siguió su tendencia alcista, encareciéndose de 20 a 26 pesos. El 14 de junio de 2018 Sturzenegger fue desplazado de su cargo y Llach renunció como director. Durante su gestión, fue un defensor de las Letras de Liquidez Aque representaban al final de la misma un pasivo por 22 billones de pesos. El valor del dólar fue inmune a las estrategias del Banco Central, y se elevó hasta niveles récord en la historia. Sólo en 2018 se encareció más de 50%. Durante su primer año de gestión el déficit fiscal consolidado del Estado, incluyendo al Banco Central, superó el 9 % del PBI, los intereses de la deuda del Tesoro se duplicaron en solo un año. La devaluación obligó al Banco Central a sacrificar más de 6 000 millones de dólares de sus reservas totales por más de 54 000 millones de dólares y fijar una tasa de referencia récord de 40%. Mientras que la inflación se elevó a más del 60 por ciento anual.
Llach señaló como uno de los obstáculos de la gestión que las metas de inflación del gobierno resultaron demasiado "ambiciosas" y como errores la intervención cambiaria a niveles de tipo de cambio no adecuados dado el contexto internacional y la falta de firmeza ante las presiones del Poder Ejecutivo para reducir las tasas de interés.

### Vicepresidente del Banco Nación (2019)
En febrero de 2019, Llach es nombrado por Javier González Fraga como asesor del Banco Nación en temas de innovación financiera y medios de pago, con especial interés en implementar el pago con código QR en el banco. El 4 de abril de 2019 es designado como vicepresidente del banco tras la renuncia de Juan José Gómez Centurión. Renunció al cargo tras el cambio de gobierno el 10 de diciembre de 2019.

## Elecciones

### Elecciones Primarias de Cambiemos 2015
| Partido o alianza | Partido o alianza | Precandidato a presidente | Precandidato a vicepresidente | Votos al candidato | %     | Votos totales | % (de votos válidos) |
| ----------------- | ----------------- | ------------------------- | ----------------------------- | ------------------ | ----- | ------------- | -------------------- |
|                   | Cambiemos         | Mauricio Macri            | Gabriela Michetti             | 5.523.413          | 81,33 | 6.791.278     | 28,57                |
| Ernesto Sanz      | Cambiemos         | Lucas Llach               | 753.825                       | 11,10              |       | 6.791.278     | 28,57                |
| Elisa Carrió      | Cambiemos         | Héctor Flores             | 514.040                       | 7,57               |       | 6.791.278     | 28,57                |
| Fuente:           |                   |                           |                               |                    |       |               |                      |

## Controversias
En febrero de 2012 Llach publicó en el diario La Nación una nota titulada «Las Malvinas están mejor siendo Falklands». Argumentaba allí que la política petrolera de las islas era amigable a empresas multinacionales, en contraste con las políticas de soberanía energética de la presidenta Cristina Fernández de Kirchner, quien quitó el petróleo de manos de compañías extranjeras para entregárselas en condiciones favorables a empresarios nacionales. El 2 de abril de 2012 publicó en su perfil de Twitter «Yo entregaría no sólo las Falklands sino todo Tierra del Fuego a England, así nos sacamos ese apéndice que le encarece la vida al pueblo», utilizando el nombre británico de las islas Malvinas, reclamadas por Argentina desde 1833. El tuit le valió el repudio de excombatientes de la guerra de 1982, y el Partido Social Patagónico (PSP) pidió declararlo persona non grata en la provincia.
Llach participó de otra polémica en 2015, cuando hizo una convocatoria en redes sociales para realizar un evento en Chubut que consistía en correr guanacos hasta que muriesen de cansancio. Las autoridades provinciales y algunas entidades ecologistas mostraron su repudio frente a la organización de dicho evento y agregaron que estaba prohibido realizar dicha actividad.

## Libros
- Macroeconomía Argentina
- El Ciclo de la Ilusión y el Desencanto[cita requerida]

## Distinciones
- Orden del Mérito de la República Italiana en 2017.